# هايدن ديفيز (سياسي)
هايدن ديفيز (بالإنجليزية: Haydn Davies)‏ هو سياسي بريطاني (وحمل سابقاً جنسية المملكة المتحدة لبريطانيا العظمى وأيرلندا)، ولد في 8 مايو 1905، وتوفي في 18 أبريل 1976. حزبياً، نشط في حزب العمال والحزب الليبرالي. في الانتخابات العامة في المملكة المتحدة 1945 ‏، انتخب عضو برلمان المملكة المتحدة الـ38 عن دائرة St Pancras South West (UK Parliament constituency) ‏ (5 يوليو 1945 – 3 فبراير 1950).